# Mladen Lazarević
Pour les articles homonymes, voir Lazarević (homonymie).
Mladen Lazarević (en serbe cyrillique : Младен Лазаревић ; né le 16 janvier 1984 à Zemun) est un footballeur serbe qui joue actuellement au poste de défenseur au FK Sloboda Užice.

## Palmarès
- Champion de Serbie en 2008 avec le Partizan Belgrade